# Hejce
Hejce község Borsod-Abaúj-Zemplén vármegye Gönci járásában.

## Fekvése
Miskolctól 60 kilométerre északkeletre található, a Zempléni-hegység nyugati lábainál.
Közigazgatási határa a környező településekhez viszonyítva meglehetősen kicsi, így csak három települési szomszédja van: kelet és dél felől Fonnyal, nyugat felől Vilmánnyal, északnyugat felől pedig Göncruszkával határos. Közúton mért távolsága Vilmánytól 4, Göncruszkától 7 kilométer; Fonytól légvonalban kevesebb, mint 4 kilométer választja el, de közúton csak 9-10 kilométeres úttal érhető el. A legközelebbi város Gönc, amelytől a távolsága 12 kilométer.

### Megközelítése
Zsáktelepülés, közúton csak Vilmány felől érhető el, a 3713-as útból kiágazó 37 112-es számú mellékúton. Határszélét délnyugaton érinti még a 3716-os út is.
Vasútvonal nem érinti, ennek ellenére a legközelebbi vasúti csatlakozási lehetőség kevesebb, mint 2 kilométerre esik a központjától: nyugati határszéle közelében húzódik ugyanis a Szerencs–Hidasnémeti-vasútvonal, melynek Hejce-Vilmány megállóhelye a 37 112-es út vasúti keresztezése közelében helyezkedik el. A megállóhely közúti kiszolgálását a 37 305-ös számú mellékút biztosítja.

## Történelem

### Középkor
Hejce egyik legkorábbi településünk, már 1009-ből van róla adat, ekkor I. István az általa alapított egri püspökségnek adományozta. A 15. században husziták telepedtek meg a falu keleti részén, melyet utánuk ma is Csehországnak neveznek a helyiek. Ebben az időben Hejce már mezőváros volt.

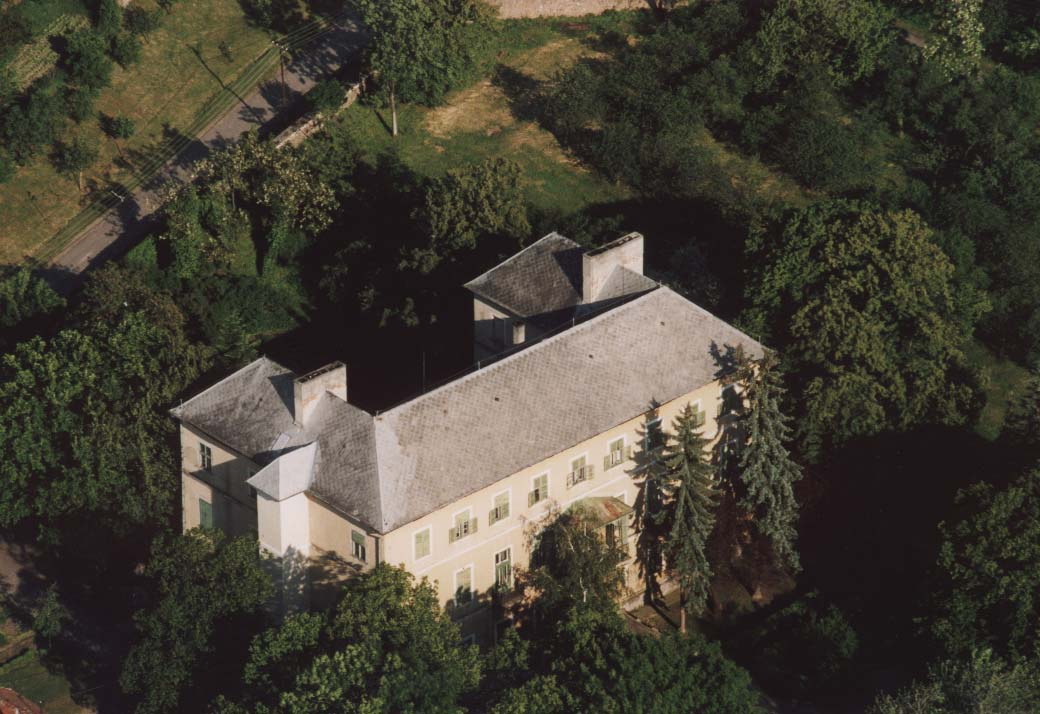
A hejcei püspöki kastély

### Újkor
1774-ben gróf Eszterházy Károly egri püspök Fellner Jakab tervei alapján felépíttette a faluban a copf stílusú püspöki kastélyt. 1804-ig az egri, majd a kassai püspök használta. 1845-ben felújították, 1888-ban Bubics Zsigmond kassai püspök kisebb átalakításokat végeztetett rajta. 1945-ben a háborús károkat kellett helyreállítani. Ekkortól az egyházmegye Magyarországon maradt részének központjaként szolgált, 1950–1952-ig papnevelő intézet, szeminárium működött benne. Az egyházmegye megszüntetése után a Római Katolikus Szeretetszolgálat kezelésébe került, és szociális intézmény („egyházi jellegű állami szociális otthon”) lett belőle, ahol a feloszlatott szerzetesrendek idős tagjait helyezték el. 1953-ban ide internálták Pétery József váci, majd 1957-ben Badalik Sándor Bertalan veszprémi püspököt.

### A rendszerváltás után
1991-ben megalakult a Hejcei Nemzetközi Alkotótábor. 2003 óta minden évben itt tartja éves szerepjáték táborát a Sötét Szívek Erdeje Egyesület.
A kastély továbbra is egyházi szeretetotthonként üzemelt, 1996-ban lifttel bővítették. 2016-ra azonban állapota annyira leromlott, hogy az intézményt be kellett zárni.

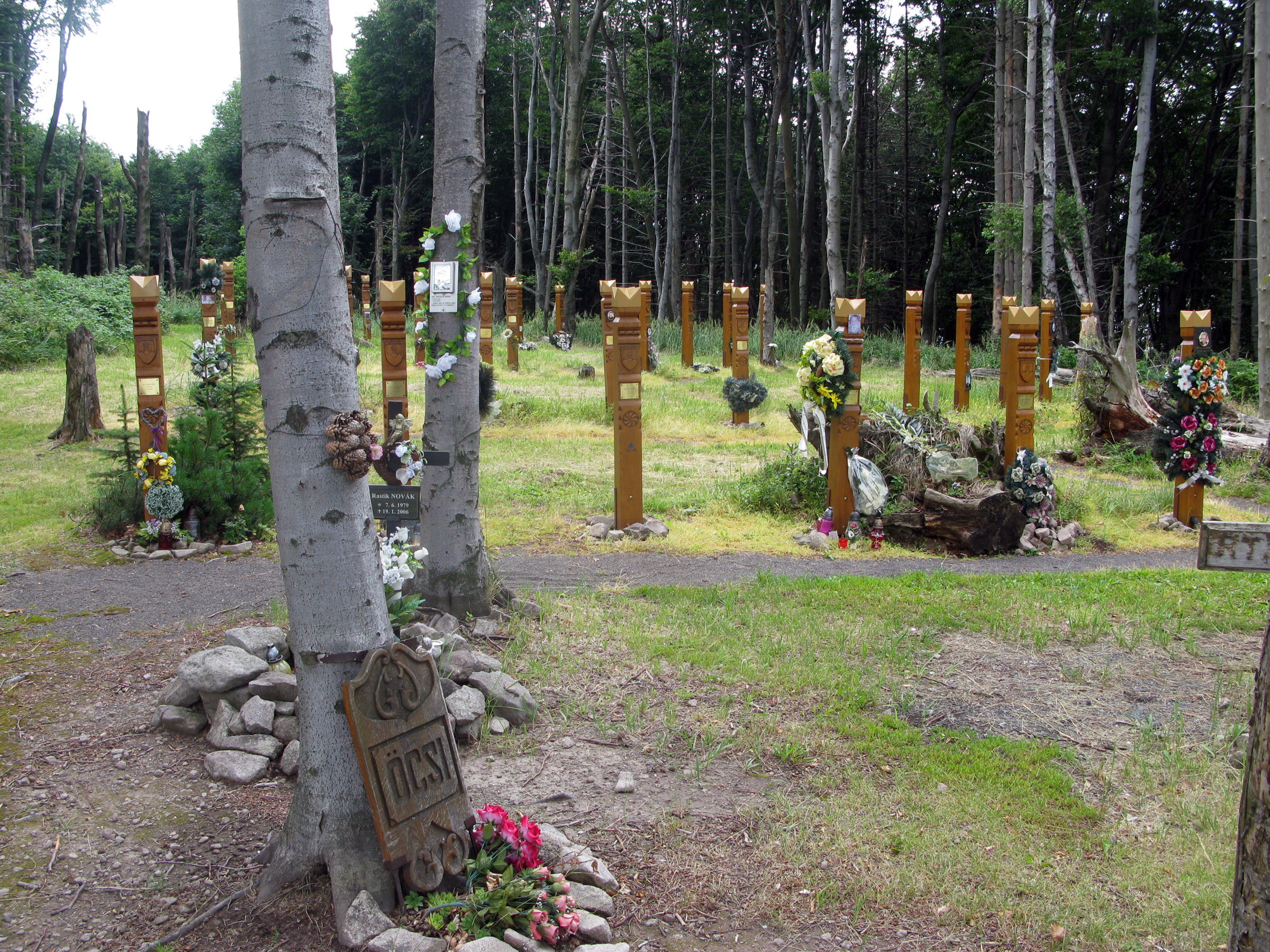
A légiszerencsétlenség emlékhelye

2006. január 19-én negyvenkét szlovák katona vesztette életét a közeli Borsó-hegyen (közigazgatásilag Fonyhoz tartozó, de földrajzilag Hejcéhez sokkal közelebb eső helyszínen) egy repülőgép-szerencsétlenség következtében. A katasztrófának csak egyetlen túlélője volt. Egy év múlva az abaúji falu összes lakosát kitüntetésben részesítette a szlovák honvédelmi miniszter a mentési munkálatokban való önzetlen magatartásért. Emiatt is, 2010-ben a szlovák-magyar kapcsolatok ápolásáért járó Jó szomszédság és megértés-díj egyik díjazottja a település akkori polgármestere, Rohály Géza lett. A tragédia óta áldozatok emlékét a szerencsétlenség helyszínén emlékhely őrzi.

## Közélete

### Polgármesterei
- 1990–1994: Lévai Csaba (független)[7]
- 1994–1998: Lévai Csaba (független)[8]
- 1998–2002: Lévai Csaba (független)[9]
- 2002–2005: Lévai Csaba (független)[10]
- 2005–2006: Rohály Géza (független)[11]
- 2006–2010: Rohály Géza (független)[12]
- 2010–2014: Rohály Géza (független)[13]
- 2014–2019: Lévai István (független)[14]
- 2019–2024: Lévai István (független)[15]
- 2024– : Lévai István (független)[1]

A településen 2005. június 26-án időközi polgármester-választást tartottak, az előző polgármester lemondása miatt.

## Népesség
A település népességének változása:
| Lakosok száma | 235  | 232  | 232  | 214  | 192  | 219  | 209  |
|               | 2013 | 2014 | 2015 | 2021 | 2022 | 2023 | 2024 |

Hejce népessége 1880-ban 993 főt tett ki, amely még 1960-ban is 745 főt volt. Az 1960-as évektől kezdődően nagyarányú csökkenés következet be, 1980-ban 421 főre, majd 2001. évre 278 főre csökkent a település népessége.
A 2001-es népszámlálás adatai szerint a településnek csak magyar lakossága van.
A 2011-es népszámlálás során a lakosok 96,9%-a magyarnak, 0,4% ukránnak mondta magát (2,7% nem válaszolt; a kettős identitások miatt a végösszeg nagyobb lehet 100%-nál). A vallási megoszlás a következő volt: római katolikus 61,4%, református 28,3%, görögkatolikus 1,8%, felekezeten kívüli 3,6% (4,9% nem válaszolt).
2022-ben a lakosság 86,5%-a vallotta magát magyarnak, 13,5% szlováknak, 0,5% németnek, 0,5% ruszinnak, 1,6% egyéb, nem hazai nemzetiségűnek (8,3% nem nyilatkozott; a kettős identitások miatt a végösszeg nagyobb lehet 100%-nál). Vallásuk szerint 44,3% volt római katolikus, 25,5% református, 3,6% görög katolikus, 4,7% felekezeten kívüli (20,3% nem válaszolt).

## Turizmus
Hejce vonzerejéhez hozzátartoznak a régies típusú parasztházakkal szegélyezett utcák és a Szerencs-patak barokk kőhídjai.

## Neves személyek
- Itt hunyt el 1948-ban Madarász István kassai megyés püspök, pápai prelátus, nagyváradi kanonok.

A „Hejcéért cím” elnevezésű emléklapot és plakettet – amely egyben díszpolgárságot is jelent – azok a személyek kapják évente az augusztusi falunap alkalmából, akik a legtöbbet tettek a helységért, annak népszerűsítéséért.